# 1902 في فرنسا
فيما يلي قوائم الأحداث التي وقعت خلال عام 1902 في فرنسا.

## سياسة

### تعيين في المنصب
- 1 يونيو – ألبير فرانسوا لوبران نائب فرنسي.
- 1 يونيو – موريس فيوليت نائب فرنسي.
- 10 يونيو – جورج كليمنصو عضو مجلس الشيوخ في الجمهورية الفرنسية الثالثة.

### انتهاء فترة المنصب
- 31 مايو – ألبير فرانسوا لوبران نائب فرنسي.

## رياضة
- 30 مارس – سباق باريس روبيه 1902 الفائزون Lucien Lesna [الإنجليزية]‏، Ambroise Garin [الإنجليزية]‏، Édouard Wattelier [الإنجليزية]‏.

## كتب
من الكتب التي صدرت هذه السنة في فرنسا:
- 1 يناير – الأخوة كيب من تأليف جول فيرن.

## مواليد

### يناير
- 11 يناير – موريس دروفليه

### فبراير
- 23 فبراير – أندريه تاسين لاعب كرة قدم فرنسي.
- 27 فبراير – لوسيو كوستا مهندس معماري برازيلي.

### مارس
- 29 مارس – مارسيل ايميه كاتب فرنسي.

### أبريل
- 9 أبريل – تيودور مونو

### مايو
- 3 مايو – ألفريد كاستلر فيزيائي فرنسي.
- 8 مايو – أندريه لووف

### يوليو
- 1 يوليو – ويليام وايلر

### أغسطس
- 24 أغسطس – فرنان بروديل

### أكتوبر
- 14 أكتوبر – رينيه هامل دراج فرنسي.

### نوفمبر
- 22 نوفمبر – فيليب لوكلير دو أوتكلوك عسكري فرنسي.

### ديسمبر
- 25 ديسمبر – فرنسواز أميرة أورليان

## وفيات

### يناير
- 3 يناير – بيير ماري هيود (مواليد 1836)

### أبريل
- 12 أبريل – ماري ألفريد كورنو (مواليد 1841) فيزيائي فرنسي.
- 30 أبريل – كزافييه دومونتبان (مواليد 1823) روائي فرنسي.

### يوليو
- 4 يوليو – هيرفي فاي (مواليد 1814) عالم فلك فرنسي.

### أغسطس
- 8 أغسطس – جيمس تيسو (مواليد 1836)

### سبتمبر
- 29 سبتمبر – إميل زولا (مواليد 1840) كاتب فرنسي.